# Saturate
Albums de Gojira
Possessed
(1997) Wisdom Comes
(2000)
Saturate est la troisième démo du groupe de death metal français Gojira connu encore à l'époque sous le nom de Godzilla.
Elle a été enregistrée le 18/11/98. Sur les 4 titres, seul "Saturate" ne figure pas sur leur premier album "Terra Incognita" (2001). 

## Pistes
| No | Titre                     | Durée |
| -- | ------------------------- | ----- |
| 1. | On The Brink Of The Abyss | 3:06  |
| 2. | Clone                     | 4:47  |
| 3. | Deliverance               | 4:57  |
| 4. | Saturate                  | 4:48  |